# 解文燧
解文燧（？—？），字嚳序，江西永豐人，清朝政治人物，同進士出身。

## 生平
乾隆三十一年（1766年）登丙戌科進士。歷官福建同安縣、海澄縣知縣。乾隆三十八年（1773年）調任台灣縣知縣。乾隆四十年（1775年）冬任滿，遷南靖縣知縣，有政聲。